# Altarrum
Altarrum eller sanctuarium. I arkitektoniskt klassiska kristna kyrkor är altarrummet den del av koret där altaret uppförts. Detta utgör kyrkans heligaste plats. Inom östkyrkan äger kvinnor inte tillträde till koret och i synnerhet inte till altarrummet.